# جبال الظهره، الجزایر
جبال الظهره (به عربی: جبال الظهرة) یک رشته‌کوه در الجزایر است که در استان تیپازه واقع شده‌است.
 جبال الظهره   ۱٬۵۵۰ متر بالاتر از سطح دریا واقع شده‌است.